# Kokandkhanatet
Khanatet Kokand var en historisk stat som låg i nuvarande Uzbekistan mellan 1709 och 1876.
Det blev en rysk provins 1873.